# Серпецкий повет
Серпецкий повет (пол. Powiat sierpecki) — повет (район) в Польше, входит как административная единица в Мазовецкое воеводство. Центр повета — город Серпц. Занимает площадь 852,89 км². Население — 54 059 человек (на 2005 год).
Состав повета:
- города: Серпц
- городские гмины: Серпц
- сельские гмины: Гмина Гоздово, Гмина Мохово, Гмина Росцишево, Гмина Серпц, Гмина Щутово, Гмина Завидз

## Демография
Население повета дано на 2005 год.
| Перепись            | Всего  | Всего | Женщины | Женщины | Мужчины | Мужчины |
| ------------------- | ------ | ----- | ------- | ------- | ------- | ------- |
|                     | чел.   | %     | чел.    | %       | чел.    | %       |
| Всего               | 54 059 | 100   | 27 712  | 51,3    | 26 347  | 48,7    |
| Городское население | 18 772 | 100   | 9857    | 52,5    | 8915    | 47,5    |
| Сельское население  | 35 287 | 100   | 17 855  | 50,6    | 17 432  | 49,4    |